# La dièse mineur

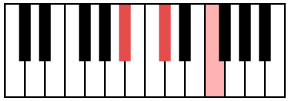
L'accord parfait de la dièse mineur se compose des notes suivantes : la♯, do♯, mi♯.

La tonalité de la dièse mineur se développe en partant de la note tonique la dièse. Elle est appelée A-sharp minor en anglais et ais-Moll dans l'Europe centrale.
À cause de sa complexité, le plus souvent, elle est remplacée par son équivalent enharmonique, le si bémol mineur. C'est la raison pour laquelle la tonalité de la dièse mineur est rarissime. Elle occupe une position plus que périphérique, en dehors du cycle des quintes.
L'armure coïncide avec celle de la tonalité relative do dièse majeur.

## Modes

### mineur naturel
L’échelle de la dièse mineur naturel est : la♯, si♯, do♯, ré♯, mi♯, fa♯, sol♯, la♯.
- tonique : la♯
- médiante : do♯
- dominante : mi♯
- sensible : sol♯

Altérations : fa♯, do♯, sol♯, ré♯, la♯, mi♯, si♯.

### mineur harmonique
L’échelle de la dièse mineur harmonique est :la♯, si♯, do♯, ré♯, mi♯, fa♯, sol, la♯.
- tonique : la♯
- médiante : do♯
- dominante : mi♯
- sensible : sol

Altérations : fa♯, do♯, sol♯, ré♯, la♯, mi♯, si♯ et do (accidentel).

### mineur mélodique
L’échelle de la dièse mineur mélodique est :
- gamme ascendante : la♯, si♯, do♯, ré♯, mi♯, fa, sol, la♯.
- gamme descendante : la♯, sol♯, fa♯, mi♯, ré♯, do♯, si♯, la♯.